# Ђуринац (Сврљиг)
Ђуринац је насеље у Србији у општини Сврљиг у Нишавском округу. Према попису из 2022. било је 135 становника (према попису из 2002. било је 200 становника).

## Демографија
У насељу Ђуринац живи 124 пунолетних становника, а просечна старост становништва износи 51,8 година (49,2 код мушкараца и 54,6 код жена). У насељу има 46 домаћинства, а просечан број чланова по домаћинству је 2,93.
Ово насеље је великим делом насељено Србима (према попису из 2002. године), а у последња три пописа, примећен је пад у броју становника.
|  |

| Демографија | Демографија | Демографија |
| Година      | Становника  | Становника  |
| ----------- | ----------- | ----------- |
| 1948.       | 444         |             |
| 1953.       | 428         |             |
| 1961.       | 366         |             |
| 1971.       | 345         |             |
| 1981.       | 286         |             |
| 1991.       | 241         | 237         |
| 2002.       | 200         | 201         |
| 2011.       | 189         |             |
| 2022.       | 135         |             |

| Етнички састав према попису из 2002.‍ | Етнички састав према попису из 2002.‍ | Етнички састав према попису из 2002.‍ | Етнички састав према попису из 2002.‍ | Етнички састав према попису из 2002.‍ |
| ------------------------------------ | ------------------------------------ | ------------------------------------ | ------------------------------------ | ------------------------------------ |
|                                      |                                      |                                      |                                      |                                      |
| Срби                                 | Срби                                 |                                      | 198                                  | 99,0%                                |
| Хрвати                               | Хрвати                               |                                      | 1                                    | 0,5%                                 |
| непознато                            | непознато                            |                                      | 1                                    | 0,5%                                 |

| Година пописа     | 1948. | 1953. | 1961. | 1971. | 1981. | 1991. | 2002. |
| ----------------- | ----- | ----- | ----- | ----- | ----- | ----- | ----- |
| Број домаћинстава | 81    | 75    | 76    | 75    | 71    | 64    | 71    |

| Број чланова      | 1  | 2  | 3  | 4 | 5 | 6 | 7 | 8 | 9 | 10 и више | Просек |
| ----------------- | -- | -- | -- | - | - | - | - | - | - | --------- | ------ |
| Број домаћинстава | 11 | 29 | 12 | 7 | 6 | 5 | 1 | 0 | 0 | 0         | 2,82   |

| Пол    | Укупно | Неожењен/Неудата | Ожењен/Удата | Удовац/Удовица | Разведен/Разведена | Непознато |
| ------ | ------ | ---------------- | ------------ | -------------- | ------------------ | --------- |
| Мушки  | 91     | 22               | 62           | 6              | 1                  | 0         |
| Женски | 89     | 10               | 67           | 10             | 1                  | 1         |
| УКУПНО | 180    | 32               | 129          | 16             | 2                  | 1         |

| Пол    | Укупно                    | Пољопривреда, лов и шумарство | Рибарство                            | Вађење руде и камена | Прерађивачка индустрија       |
| ------ | ------------------------- | ----------------------------- | ------------------------------------ | -------------------- | ----------------------------- |
| Мушки  | 20                        | 0                             | 0                                    | 0                    | 13                            |
| Женски | 21                        | 7                             | 0                                    | 0                    | 13                            |
| УКУПНО | 41                        | 7                             | 0                                    | 0                    | 26                            |
| Пол    | Производња и снабдевање   | Грађевинарство                | Трговина                             | Хотели и ресторани   | Саобраћај, складиштење и везе |
| Мушки  | 1                         | 3                             | 1                                    | 0                    | 0                             |
| Женски | 0                         | 0                             | 0                                    | 0                    | 0                             |
| УКУПНО | 1                         | 3                             | 1                                    | 0                    | 0                             |
| Пол    | Финансијско посредовање   | Некретнине                    | Државна управа и одбрана             | Образовање           | Здравствени и социјални рад   |
| Мушки  | 0                         | 1                             | 0                                    | 1                    | 0                             |
| Женски | 0                         | 0                             | 0                                    | 0                    | 0                             |
| УКУПНО | 0                         | 1                             | 0                                    | 1                    | 0                             |
| Пол    | Остале услужне активности | Приватна домаћинства          | Екстериторијалне организације и тела | Непознато            | Непознато                     |
| Мушки  | 0                         | 0                             | 0                                    | 0                    | 0                             |
| Женски | 0                         | 0                             | 0                                    | 1                    | 1                             |
| УКУПНО | 0                         | 0                             | 0                                    | 1                    | 1                             |